# ビルク
ビルク (Bilk) は、北海道標津郡中標津町で開発された発泡酒。網走ビールが製造、有限会社なかはらが販売していた。牛乳を原料とし、ビールの風味に似せてつくられた飲料である。フルーティーな味わいは特に女性にターゲットを絞り作られた。

## 概要
中標津町の主要な産業である酪農の拡大に迫られた町内の酒屋・なかはら酒店（有限会社なかはら）の社長、中原千歳は生乳が生産過剰により大量に廃棄されたニュースをきっかけとして、余ってしまった牛乳を使用して作る発泡酒の開発を提案。長男が網走市の網走ビール株式会社へこの発案を持ちかけた。網走市内にキャンパスを持つ東京農業大学生物産業学部の技術指導の元開発を行い、牛乳はでんぷん質が少なく、沸点が低いことなど、発酵や製造に難点が見られたが、温度調節など試行錯誤を重ね、透明の発泡酒を製造することに成功した。
ビールと牛乳（ミルク）にちなんで、商品名を「ビルク（ビール+ミルク）」と命名し、2007年2月1日より発売を開始した。このビルクはその珍しさもあってか、数々のメディアに取り上げられ、海外の通信社からも注目されたという。2月発売分は完売し、同年4月から再び生産を開始、中標津町内の数店の酒屋で発売を始めた。また製造元の網走ビールでも一部が販売された。最初の2月に発売したビルクは、ビールのような黄色く透明感のある液体を目指し、900リットルの製造に300リットルの生乳を使用。透明度をより強くするため、4月発売分からは900リットルにつきおよそ200リットルの生乳を使用することとした。製造法は試行錯誤を重ねている最中であるという。
ビルクは1つのタンクで製造がおこなわれており、一度に330ミリリットルのビルク瓶12本が含まれる箱150個分を製造できる。タンクの容量が定められており、且つ製造には1カ月の期間を要することから、大量生産が可能な段階にはまだ達していない。色は通常の発泡酒と比較するとやや白濁しているが、まろやかな風味と甘い香りが特徴。ただし、アルコール分も5パーセントあり、ノンアルコール飲料ではない。2007年発売時点で、330ml入1本380円で販売され、2008年頃まで製造販売を展開した。